# Zoológico de Amberes
El Zoológico de Amberes (en neerlandés: ZOO Antwerpen) es un parque zoológico en el centro de Amberes, Bélgica, situado justo al lado de la estación de tren Antwerpen-Centraal. Es el parque más antiguo de animales en el país, y uno de los más antiguos del mundo, fundado el 21 de julio de 1843.
Desde su fundación, el parque fue controlado por la De Koninklijke Maatschappij voor Dierkunde van Antwerpen, una sociedad originalmente llamada Société Royale de Zoologie d'Anvers (Real Sociedad de Zoología de Amberes). 
El objetivo inicial era fomentar las ciencias zoológicas y botánicas. El primer director fue el famoso zoólogo y botánico Jacques Kets (desde el 10 de noviembre de 1785 hasta el 1 de febrero de 1865). Él aceptó esta posición con una condición: un museo tuvo que ser construido para albergar sus colecciones históricas de la naturaleza.